# Symplecta ecalcar
Symplecta ecalcar är en tvåvingeart som först beskrevs av Alexander 1949.  Symplecta ecalcar ingår i släktet Symplecta och familjen småharkrankar. Inga underarter finns listade i Catalogue of Life.